# Príncep de Portugal
Príncep de Portugal va ser el títol de l'hereu al tron del regne de Portugal des de 1433 a 1645.
Abans de l'existència del títol, a tots els fills dels reis portuguesos se'ls anomenava indiscriminadament infants. A més, durant l'alta edat mitjana, el mot «príncep» encara s'utilitzava com sinònim de senyor d'algun territori. És des de 1433, que el nou rei, Eduard I, va decidir fer jurar el seu fill, l'infant i futur rei Alfons V, que llavors només tenia un any, com a hereu i successor atorgant-li el títol de príncep. Aquesta intitulació es va fer a semblança del que s'havia fet a altres monarquies europees com Anglaterra, França, Castella, Aragó o Navarra.
Alfons va ser el primer en utilitzar el títol com a sinònim d'hereu a la corona, i després el seguirien la resta de primogènits dels reis. El títol va continuar utilitzant-se fins a 1645, quan Joan IV va manar que s'anomenés l'hereu com príncep del Brasil i duc de Bragança. Més endavant, el 1815, es va anomenar príncep del Regne Unit de Portugal, el Brasil i l'Algarve. Amb la independència del Brasil, l'hereu passà a ser príncep reial de Portugal i l'Algarve, a més de duc de Bragança.
Des de 1734, al fill primogènit del príncep hereu se l'anomenà príncep de Beira.

## Titulars
| Nom             | Període   | Dinastia | Monarca   | Ref.  |
| --------------- | --------- | -------- | --------- | ----- |
| Alfons          | 1433-1438 | Avís     | Eduard I  | [ 2 ] |
| Ferran          | 1438-1451 | Avís     | Alfons V  |       |
| Joan            | 1451      | Avís     | Alfons V  |       |
| Joana           | 1452-1455 | Avís     | Alfons V  |       |
| Joan            | 1455-1477 | Avís     | Alfons V  |       |
| Alfons          | 1477-1477 | Avís     | Alfons V  |       |
| Joan            | 1477-1481 | Avís     | Alfons V  |       |
| Alfons          | 1481-1491 | Avís     | Joan II   |       |
| Manuel          | 1491-1495 | Avís     | Joan II   |       |
| Miquel          | 1498-1500 | Avís     | Manuel I  | [ 4 ] |
| Joan            | 1502-1521 | Avís     | Manuel I  |       |
| Lluís           | 1521-1526 | Avís     | Joan III  |       |
| Alfons          | 1526-1526 | Avís     | Joan III  |       |
| Lluís           | 1526-1527 | Avís     | Joan III  |       |
| Alfons          | 1526-1526 | Avís     | Joan III  | [ 5 ] |
| Maria           | 1527-1531 | Avís     | Joan III  | [ 5 ] |
| Manuel          | 1531-1537 | Avís     | Joan III  | [ 5 ] |
| Felip           | 1537-1539 | Avís     | Joan III  | [ 5 ] |
| Joan Manuel     | 1539-1554 | Avís     | Joan III  | [ 5 ] |
| Sebastià        | 1554-1557 | Avís     | Joan III  | [ 5 ] |
| Dídac           | 1581-1582 | Habsburg | Felip I   | [ 4 ] |
| Felip           | 1582-1598 | Habsburg | Felip I   | [ 4 ] |
| Anna            | 1601-1605 | Habsburg | Felip II  |       |
| Felip           | 1605-1621 | Habsburg | Felip II  |       |
| Baltasar Carles | 1629-1640 | Habsburg | Felip III |       |
| Teodosi         | 1640-1645 | Bragança | Joan IV   | [ 1 ] |